# Ръждивоглав сокол
Ръждивоглав сокол (Falco pelegrinoides) е вид птица от семейство Соколови (Falconidae).

## Разпространение
Видът е разпространен в северните и източните части на Африка (Алжир, Канарските острови, Египет, Еритрея, Мароко, Нигер, Судан, Сомалия, Тунис и Йемен). Често се среща и в Близкия изток, Централна и Южна Азия, особено в Афганистан, Китай, Индия, Иран, Ирак, Израел, Йордания, Казахстан, Кувейт, Киргизстан, Либия, Оман, Пакистан, Саудитска Арабия, Сирия, Таджикистан, Туркменистан, Обединени арабски емирства и Узбекистан. По-рядко може да се види в Буркина Фасо, Камерун, Джибути, Гърция, Италия, Кения, Ливан, Мали, Малта, Непал, Португалия, Катар, Сенегал и части от Турция, които не са в Европа.